# Козлово (Устюженский район)
Козлово — деревня в Устюженском районе Вологодской области.
Входит в состав Никифоровского сельского поселения, с точки зрения административно-территориального деления — в Никифоровский сельсовет.
Расстояние до районного центра Устюжны по автодороге — 25 км, до центра муниципального образования посёлка Даниловское по прямой — 9 км. Ближайшие населённые пункты — Выползово, Конюхово, Пожарово.
Население по данным переписи 2002 года — 12 человек.